# Samir Duran
Samir Duran este un personaj din jocurile RTS Starcraft și StarCraft II.  Este unul dintre personajele cele mai misterioase din universul StarCraft, adoptând mai multe identități în timpul campaniilor; acesta are și o misiune ascunsă, dovedindu-se  bizar și intrigant, de aceea mulți fani ai francizei Starcraft cred că în ciuda aspectului său de Terran acesta este probabil un Xel'Naga în slujba lui Amon. Acest Xel'Naga mai folosește și numele Emil Narud.
Duran/Narud a fost un servitor devotat al lui Amon, el a încercat să-l reînvie pe Amon milenii după moartea acestuia.
Duran a participat la mai multe lupte în favoarea Terranilor, dându-se drept om.
În timpul unei misiuni de căutare a lui Zeratul, Duran își face ultima sa apariție dezvăluind că de fapt se află sub ordinele unei entități care ar trebui considerată superioară celor trei rase, probabil un Xel'Naga. Zeratul descoperă că acesta conduce un experiment prin care Duran își propune să creeze și să reproducă o creatură hibrid Protoss/Zerg care va decide cursul războiului.